# Оясту, Айвар Эйнович
Айвар Эйнович Оясту (эст. Aivar Ojastu; род. 21 сентября 1961, Тарту) — советский и эстонский легкоатлет, специалист по бегу на короткие дистанции. Выступал на всесоюзном уровне в 1980-х годах, двукратный серебряный призёр чемпионатов СССР, многократный победитель первенств республиканского и национального значения, участник Игр доброй воли в Сиэтле и чемпионата Европы в Сплите. Представлял Тарту и Таллин, спортивные общества «Трудовые резервы» и «Калев».

## Биография
Айвар Оясту родился 21 сентября 1961 года в Тарту, Эстонская ССР. Происходит из семьи с богатыми спортивными традициями, его отец Эйно Оясту и мать Линда Оясту (Кепп) — известные в Эстонии легкоатлеты, добившиеся большого успеха в спринтерских дисциплинах.
Начал заниматься лёгкой атлетикой в 1969 году, первое время проходил подготовку под руководством своей матери, позже был подопечным тренера Фреда Куду. С конца 1970-х годов регулярно побеждал на соревнованиях республиканского уровня, входил в состав эстонской сборной.
В 1985 году в беге на 400 метров выиграл бронзовую медаль на зимнем чемпионате СССР в Кишинёве.
В 1989 году в той же дисциплине стал серебряным призёром на чемпионате СССР в Горьком. Будучи студентом, представлял Советский Союз на Всемирной Универсиаде в Дуйсбурге — в индивидуальном беге на 400 метров финишировал в финале шестым, тогда как в эстафете 4 × 400 метров вместе с соотечественниками занял четвёртое место.
На чемпионате СССР 1990 года в Киеве вновь получил серебро на 400-метровой дистанции, установив при этом свой личный рекорд — 45,99. Благодаря череде удачных выступлений удостоился права защищать честь страны на Играх доброй воли в Сиэтле, где стал седьмым и четвёртым в дисциплине 400 метров и эстафете 4 × 400 метров соответственно. Позднее также принимал участие в чемпионате Европы в Сплите — в беге на 400 метров не смог преодолеть предварительный квалификационный этап, в эстафете 4 × 400 метров занял восьмое место.
После распада СССР Оясту ещё в течение некоторого времени оставался действующим спортсменом и продолжал принимать участие в различных легкоатлетических стартах в составе эстонской национальной сборной. Так, в 1991 и 1992 годах он становился чемпионом Эстонии в беге на 400 метров, был заявлен на чемпионат Европы в помещении в Генуе и чемпионат мира в помещении в Торонто, но в итоге на старт здесь не вышел.
Окончил Институт физического воспитания Тартуского университета (1999). Проявил себя как спортивный функционер, занимал руководящие посты в нескольких эстонских коммерческих компаниях.
Его сестра Аннели Оясту тоже является известной легкоатлеткой, чемпионка Паралимпийских игр в 100-метровом беге.